# Menaż

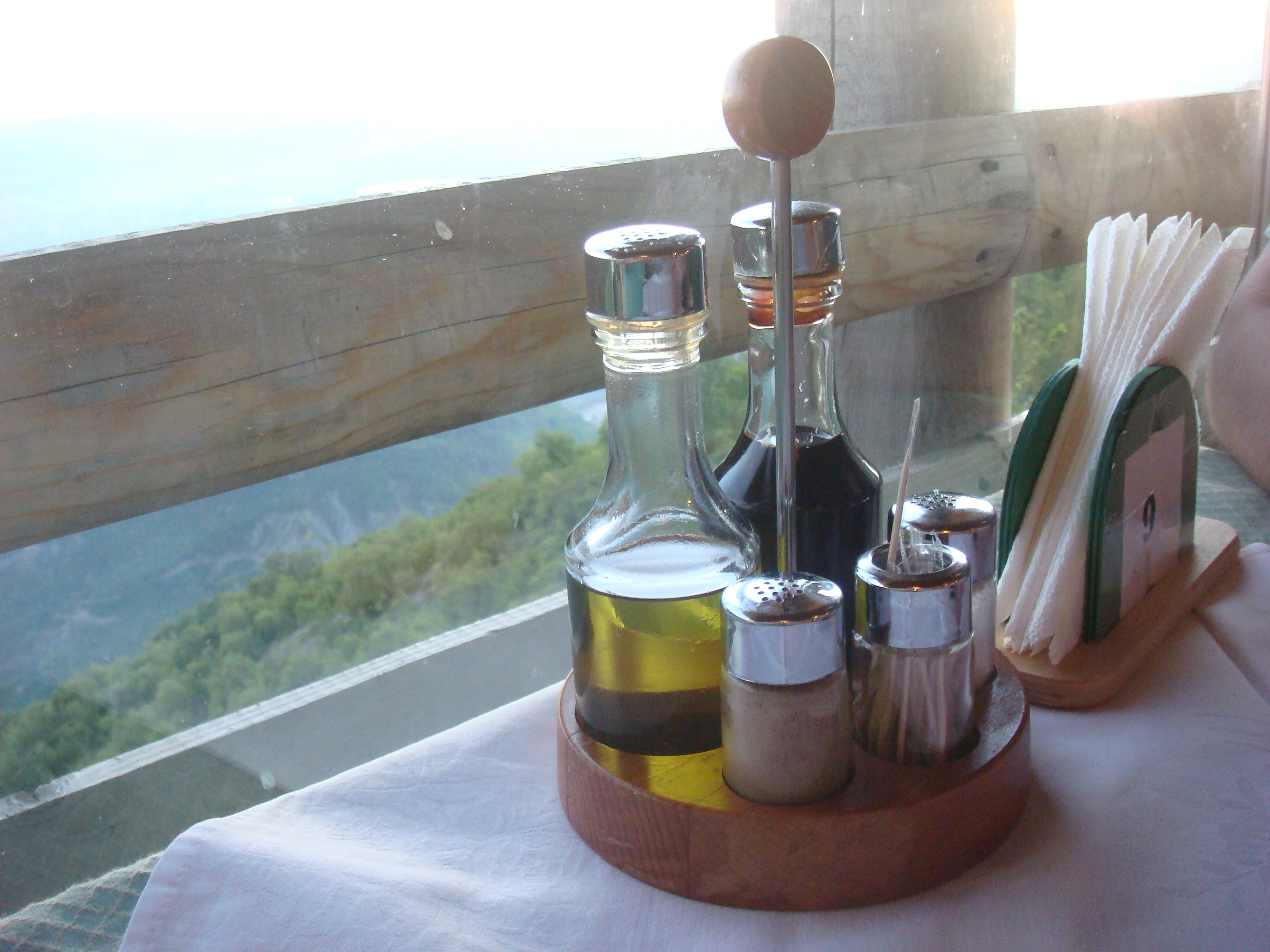
Menaż z pojemnikami na sól, pieprz, ocet, oliwę oraz wykałaczki

Menaż – w gastronomii określenie elementu zastawy stołowej w postaci stojaka na przyprawy ułatwiającego ich przenoszenie. Popularny w lokalach gastronomicznych, niekiedy nazywany bywa również przyprawnikiem. 
W podstawowej wersji posiada miejsca na solniczkę i pieprzniczkę, jednak można spotkać bardziej rozbudowane menaże, które mogą pomieścić więcej pojemników z przyprawami sypkimi lub płynnymi, takimi jak ocet, oliwa, maggi, papryka, a także np. wykałaczki.